# Teju Cole
Teju Cole, llamado en realidad Obayemi Babajide Adetokunbo Onafuwa (Nueva York, 27 de junio de 1975) es un escritor en lengua inglesa, fotógrafo e historiador del arte de origen nigeriano y de nacionalidad nigeriano-estadounidense.

## Biografía
Teju Cole nació en Estados Unidos en una familia de origen nigeriano. Creció en Nigeria y a los 17 años volvió a EE. UU., país donde actualmente reside, en Brooklyn (Nueva York). Se graduó en el Kalamazoo College de Míchigan e hizo un máster en la School of Oriental and African Studies de Londres (Reino Unido). Posteriormente se doctoró por la Columbia University de Nueva York. Ha sido profesor de escritura creativa en el Bard College. Colabora habitualmente con varios medios como The New York Times,  The New Yorker, Transition, Tin House o A Public Space.

## Obra
Es autor de varios libros, entre ellos una novela corta titulada Every Day Is for the Thief (Cada día es del ladrón), editada por Cassava Republic de Nigeria en 2007 que retrata su ciudad natal Lagos y Ciudad Abierta, la cual es una descripción urbana de Nueva York. Known and Strange Things es su primer libro de ensayos y se publicó en agosto de 2016.

### Novelas
- Ciudad abierta (Open City), Barcelona, Editorial Acantilado, 2013.
- Hafiz (33 tuits en Twitter), enero de 2014.[7]
- Cada día es del ladrón, Editorial Acantilado, 2016 (publicado originalmente en 2007).
- Tremor, 2023.